# Timiș (fiume)
Il Timiș o Tamiš (rumeno: Timiș; serbo: Тамиш o Tamiš; tedesco: Temesch; ungherese: Temes) è un fiume lungo 359 km, che nasce nei Monti Semenic, Carpazi, distretto di Caraș-Severin, Romania. Scorre attraverso la regione del Banato e sfocia nel Danubio vicino a Pančevo, nella Serbia settentrionale.
Nell'antichità, il fiume era conosciuto come Tibiscus e Tibisis.

## Caratteristiche
Il bacino del Timiș copre un'area di 13.085 km² (in Romania 8.085 km², in Serbia 5.000 km²). Attraverso il Danubio, appartiene al bacino idrografico del Mar Nero. Il fiume inizia alla confluenza delle sorgenti del Brebu, del Grădiștea e del Semenic nel Lago Trei Ape.
Dopo essere entrato nel Banato, il Timiș diviene lento e sinuoso, causando inondazioni nelle annate piovose. Particolarmente devastanti furono le piene del 2005, quando i villaggi di Boka e di Jaša Tomić furono gravemente danneggiati. Il 20 aprile 2005, fu registrato un livello di 844 centimetri, il più alto da quando sono incominciate le misurazioni. Nella primavera del 2007 sono iniziati lavori per l'elevazione degli argini su entrambi i lati del fiume, 11,5 chilometri sulla riva destra e 13,2 chilometri su quella sinistra. Gli argini saranno da 30 a 70 centimetri più alti di quanto siano attualmente ed essendo superiori a 8,5 metri dovrebbero impedire qualsiasi futura inondazione.
Nel suo corso inferiore, il fiume ha un andamento regolare, e per gli ultimi 53 km è navigabile. Il porto più importante è Pančevo, fortemente industrializzata. In alcune parti delle basse aree paludose create dalle piene, si formano parecchi laghetti pescosi di grandi dimensioni, i più importanti dei quali sono Banatski Despotovac, Uzdin, Sakule e Slatina.

## Affluenti
Il fiume scorre attraverso la Romania per 241 km, ricevendo lungo il suo corso molti affluenti minori: Râul Rece, Slatina, Valea Mare, Măcicaș, Pârâul Lung, Armeniș, Sebeș, Bistra, Șurgani, Timișana, Pogăniș, Timișul Mort e Vena Mare. Nel suo corso di 118 km attraverso la Serbia ha solo un unico affluente, anche se è quello più lungo, il Bârzava.

## Insediamenti

### Romania
Le principali città nel corso rumeno del fiume sono Caransebeș e Lugoj; le località minori comprendono:
- Căvăran
- Rudna
- Teregova
- Armeniș
- Sadova Veche
- Slatina-Timiș
- Bucoșnița
- Petroșnița
- Valea Timișului
- Prisian
- Buchin
- Jupa
- Zăgujeni
- Prisaca
- Căvăran (Constantin Daicoviciu)
- Sacu
- Jean
- Gavojdia
- Lugojel
- Coștei
- Bazoș
- Uliuc
- Urseni
- Șag
- Parța
- Cebza
- Crai Nou
- Gad
- Grănicerii

Una delle principali città rumene, Timișoara, anche se il suo nome sembra indicare il contrario, non è in realtà situata sul fiume, ma su un altro fiume rumeno-serbo, il Bega.

### Serbia
- Jaša Tomić
- Šurjan
- Boka
- Sečanj
- Neuzina
- Banatski Despotovac
- Botoš
- Tomaševac
- Orlovat
- Idvor
- Farkaždin
- Sakule
- Čenta
- Baranda
- Opovo
- Sefkerin
- Glogonj
- Jabuka
- Pančevo

## Pančevački Rit
L'antico sbocco del Timiș nel Danubio era a circa 40 km a nord-ovest, tra i villaggi di Čenta e Surduk, pertanto il fiume era più breve. Il canale Karaš (in cirillico: Караш) rimase a segnare il vecchio letto del fiume, e l'area delimitata dal nuovo e dal vecchio letto e dal Danubio è chiamata Pančevački Rit ("Paludi di Pančevo", in cirillico: Панчевачки Рит). La vasta zona umida di 400 km² era costantemente inondatata, ma a partire dalla Seconda guerra mondiale è stata via via prosciugata e quasi la metà di essa si è trasformata in una fertilissima striscia di terra, adatta specialmente per la coltivazioni di cereali ed ortaggi. È gestita dalla più grande società agricola serba, la "PKB Beograd", che fornisce in modo quasi esclusivo il cibo per 2 milioni di persone nella più ampia area di Belgrado, pertanto il Pančevački Rit è soprannominato comunemente il Granaio di Belgrado. Anche l'allevamento di bestiame è praticato in maniera molto intensa, e così la pesca e la caccia.
Nella palude rimasero molti canali serpeggianti e acquitrini: i lenti torrenti di Vizelj, Dunavac, Sibnica, Butuš, Rogoznica, Buk, Belanoš e Sebeš, e i grandi acquitrini di Reva, Veliko Blato (2 km²), Sebeš e Široka bara. A sud, l'area termina con un'isola fluviale (ada) Kožara (0,44 km²).
Dopo essere rimasta quasi disabitata fino al 1945, oggi la sua densità di popolazione è al di sopra della media per la Serbia nel suo complesso, dal momento che qui sono costruiti alcuni dei sobborghi di Belgrado a più rapida crescita (Borča, Padinska Skela e Krnjača). L'intera zona del Pančevački Rit appartiene amministrativamente al municipio di Palilula di Belgrado.